# Лаура Берлін
Лаура Берлін (13 березня 1990) — німецька акторка та модель. Вона відома своєю роллю Емми Нормандської в оригінальному серіалі Netflix «Вікінги: Вальгалла», прем'єра якого відбулася у 2022 році.

## Кар'єра
У 15 років Лора Берлін була виявлена модельним агентством і стала моделлю. Через два роки вона приєдналася до VIVA Models і брала участь у модних показах Boss, Balenciaga, Michalsky та Fornarina. Тим часом вона працювала в IMG Models і її регулярно запрошували до Парижу та Мілану. У 17 років вона потрапила на першу сторінку італійського видання Elle. Згодом вона була представлена в інших модних журналах. Після закінчення навчання у 2009 році вона працювала моделлю на повний робочий день і підписала контракти з кількома відомими модельними агентствами з усього світу.
Після того, як вона отримала свій початковий акторський досвід у шкільному театрі та на приватних уроках акторської майстерності, вона вперше з'явилася на телебаченні у віці 19 років як головна героїня у фільмі-казці Томаса Фройнднера «Schneewittchen» (ARD) разом із відомими акторами, як Соня Кірхбергер, Яєкі Шварц, Мартін Брамбах і Йорг Шюттауф. Співпраця з акторськими управлінськими агентствами призвела до подальших кінопроєктів. Берлін знялась в кількох рекламних роликах відомих брендів, а також у кліпі рок-гурту Oomph!. Вона зіграла роль Шарлотти Монтроуз у фільмах Ruby Red (2013), Saphirblau (2014) і Smaragdgrün (2016), натхненних серією книг Керстін Гієр Ruby Red Trilogy. У 2016 році зіграла головну роль у кліпі на пісню Prinz Pi 1,40m. Крім того, вона зіграла роль спантеличеної дівчини-привида як запрошена зірка в серіалі Бінні й привид.
З грудня 2016 року вона з'явилася як Дженні Хюльсхофф в інтернет-серіалі Alles Liebe, Annette опубліковано на YouTube.
Нещодавно вона зіграла роль непохитного лідера, королеви Емми, у новому серіалі «Вікінги: Вальгалла» режисера Джеба Стюарта, який транслюється на Netflix.

## Фільмографія

### Фільми
| рік      | Назва                                  | Роль              | Примітки               |
| -------- | -------------------------------------- | ----------------- | ---------------------- |
| 2010 рік | Eternalsoul.org                        | Джессі            | Короткометражний фільм |
| 2011 рік | Чоловіки в місті 2                     | Хіпі              |                        |
| 2013 рік | Таймлесс. Рубінова книга               | Шарлотта Монтроуз |                        |
| 2014 рік | Sapore di te                           | Інгрід            |                        |
| 2014 рік | Сапфіровий синій                       | Шарлотта Монтроуз |                        |
| 2015 рік | Punk Berlin 1982                       | Ганна             |                        |
| 2015 рік | Мій бекерблюм                          | Бекерін           | Короткометражний фільм |
| 2016 рік | Смарагдово-зелений                     | Шарлотта Монтроуз |                        |
| 2016 рік | НЛО: воно тут                          | Меліса Стайн      |                        |
| 2017 рік | Bullyparade — Der Film                 | Монірелла         |                        |
| 2018 рік | Ронні та Клайд                         | Анжела            |                        |
| 2019 рік | Immenhof — Das Abenteuer eines Sommers | Чарлі             |                        |
| 2021 рік | Відьма і Осман                         | Енн               |                        |

### Телебачення
| рік             | Назва                                           | Роль                          | Примітки                              |
| --------------- | ----------------------------------------------- | ----------------------------- | ------------------------------------- |
| 2009 рік        | Білосніжний                                     | Білосніжний                   | Телевізійний фільм                    |
| 2010 рік        | Тод айнер Шюлерін                               | Катя Вайс                     | Телевізійний фільм                    |
| 2010 рік        | Vater aus heiterem Himmel                       | Беттіна                       | Телевізійний фільм                    |
| 2010 рік        | Нотруф Хафенканте                               | Меліса Візенрат               | Епізод «Risiken und Nebenwirkungen»   |
| 2011–2012 роки  | СОКО Вісмар                                     | Дженніфер Карлсен / Анна Блюм | 2 епізоди                             |
| 2011 рік        | СОКО Штутгарт                                   | Деніз Мей                     | Епізод: «Auf die Plätze, fertig, tot» |
| 2013, 2015 роки | СОКО Лейпциг                                    | Ліза Брайш / Сара Фішер       | 2 епізоди                             |
| 2014 рік        | Verbotene Liebe                                 | Жанін                         | 4 епізоди                             |
| 2014 рік        | Polizeiruf 110                                  | Ванесса                       | Епізод: «Eine mörderische Idee»       |
| 2015 рік        | Мій найгірший найкращий друг                    | Яна                           | Телевізійний фільм                    |
| 2015 рік        | Ейнштейн                                        | Юлія Вайгерт                  | Телевізійний фільм                    |
| 2015 рік        | In aller Freundschaft — Die jungen Ärzte        | Сміла Ерікссон                | Епізод: «Starke Mädchen»              |
| 2015 рік        | Сигналізація для Cobra 11 — Die Autobahnpolizei | Надя                          | Епізод: «Lockdown»                    |
| 2016 рік        | Бінні і привид                                  | Леоніна                       | Епізод: «Леона»                       |
| 2017–2019 роки  | Ейнштейн                                        | Юлія Вайгерт                  | 9 серій                               |
| 2017 рік        | Блаумахер                                       | Саша Декер                    | 6 серій                               |
| 2017 рік        | Bad Cop — kriminell gut                         | Свеня Альтхаус                | Епізод: «Feuer und Flamme»            |
| 2018 рік        | Der Staatsanwalt                                | Ніна                          | Епізод: «Die Enkelin»                 |
| 2018 рік        | Вбивство Спліт                                  | Івана Покович                 | Епізод: «Mord auf Vis»                |
| 2018 рік        | Кельнська поліція                               | Івон Беккер                   | Епізод: «Монстр»                      |
| 2018 рік        | Професор Т.                                     | Марен                         | Епізод: «Das verlorene Kind»          |
| 2018–тепер      | Нотруф Хафенканте                               | Доктор Єва Грюнберг           | Серія регулярна                       |
| 2019 рік        | Інга Ліндстрем                                  | Астрід                        | Епізод: «Auf der Suche nach Dir»      |
| 2020 рік        | Беззбитковість                                  | Шарлотта Ліндеманн            | Головна роль                          |
| 2022 рік        | Вікінги: Вальгалла                              | Емма Нормандська              | Головна роль                          |

### Інтернет
| рік            | Назва             | роль   | Примітки  |
| -------------- | ----------------- | ------ | --------- |
| 2016–2017 роки | Аллес Лібе, Аннет | Дженні | 4 епізоди |

### Музичні кліпи
| Пісня          | рік      | Художник                       | Примітки |
| -------------- | -------- | ------------------------------ | -------- |
| «Сила кохання» | 2006 рік | Ой!                            |          |
| «1,40»         | 2016 рік | Prinz Pi feat. Філіп Дітбернер |          |
| «Кругові»      | 2018 рік | Майкл Патрік Келлі             |          |